# Barbro Sedwall
Barbro Sedwall, född 4 oktober 1918 i Söderhamn, död 14 oktober 2008 i Stockholm, var en svensk tecknare och författare.
Barbro Sedwall var dotter till bagarmästare Karl Sedwall (1879-1967), innehavare av Sedwalls Bageri i Söderhamn.
Sedwall utbildades på Konstfack i Stockholm (dåvarande Tekniska Skolan) 1934-39 och var därefter verksam både som teckningslärare och illustratör av läroböcker med mera. Hon vann Filmjournalens teckningstävling 1947 där Walt Disney Studios efterlyste en huvudtecknare till en planerad film om Nils Holgersson, som tyvärr inte blev av.
Sedwall är främst känd för sina bilderböcker, vilka översatts till danska, finska, franska, norska och tyska. De handlar om hennes egen uppväxt i en bagarfamilj i Söderhamn samt en lekkamrats uppväxts i en fiskarfamilj. År 1998 tilldelades hon hederspris av Hälsinge Akademi för att ha återskapat gamla söderhamnsmiljöer.
Under 80- och 90-talet turnerade Sedwall i hela Sverige med berättarstunder där hon berättade mer om sina böcker i bland annat klassrum och bibliotek. Hon ville stimulera barnen att intervjua sina äldre släktingar och många barn gjorde egna små böcker som de skickade till författaren. År 1994 hade hon en separatutställning i Söderhamn som hon tillägnade staden på dess 375-årsjubileum. Temat för utställningen var "Bevara kulturen", en devis hon hade hittat sprejad på en rivningstomt där ett av stadens gamla trähus rivits.
Under april 2020 var Barbro Sedwall "månadens författare", utsedd av litteraturverksamheten inom Kultur Gävleborg, HelGe-biblioteken och P4 Gävleborg, Sveriges Radio. Då lyftes hon och hennes böcker fram både på bibliotek, på nätet och i radio.
Sedwall var också verksam som pianist, främst med jazz och boogie woogie men även konstmusik, visor med mera.